# باسل جونز
باسل جونز (بالإنجليزية: Basil Jones)‏ (و. 1822 – 1897 م) هو قسيس بريطاني، ولد في شلتنهام، توفي عن عمر يناهز 75 عاماً.

## التعليم
تعلم في كلية الثالوث الأقدس، وتعلم في مدرسة شروزبري ‏
.